# Système de soutien
 (juin 2015).
Si vous disposez d'ouvrages ou d'articles de référence ou si vous connaissez des sites web de qualité traitant du thème abordé ici, merci de compléter l'article en donnant les références utiles à sa vérifiabilité et en les liant à la section « Notes et références ».
On parle de système de soutien, en référence à la systémique.
Le système complet peut être défini comme l'assemblage :
1. d'une partie dont on recherche le fonctionnement (par exemple un aéronef),
2. de tout ce qui y est adjoint pour en assurer le fonctionnement (l'aéroport, la tour de contrôle, les hangars de maintenance…). Des choix doivent être faits pour déterminer la frontière de cette partie. Elle constitue le système de soutien.